# 諾曼底 (密蘇里州)
諾曼底（英語：Normandy）是位於美國密蘇里州聖路易斯縣的城市。

## 人口
根據2020年美國人口普查的數據，諾曼底的面積為4.80平方千米，皆為陸地。當地共有人口4287人，而人口密度為每平方千米893人。